# Italia Conti

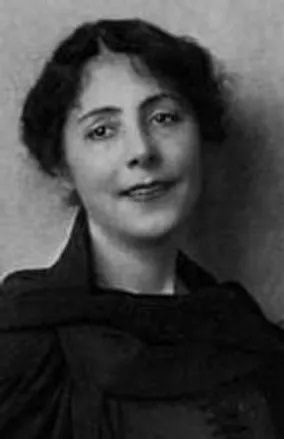
Italia Conti

Italia Emily Stella Conti (* 9. September 1873 in London; † 8. Februar 1946 in Bournemouth) war eine englische Schauspielerin und Gründerin der Italia Conti Academy of Theatre Arts in London.

## Leben
Italia Emily Stella Conti war die älteste Tochter von Luigi Conti, einem italienischen Opernsänger, der an Garibaldis Zug der Tausend teilgenommen hatte, und seiner britischen Frau Emily Mary, geb. Castle (1843–1914), Tochter eines Professors am King’s College London. Die Familie zog kurz nach ihrer Geburt nach Brighton. Luigi Conti starb schon 1884 in der psychiatrischen Anstalt Brookwood Asylum. Italia ging in Haywards Heath zur Schule und besuchte ab 1884 die Kensington Academy.
Conti schrieb an Ellen Terry, die für sie Schauspielunterricht arrangierte. Ihren erste Auftritt als Schauspielerin hatte sie in einer kleinen Rolle in The Last Word im Londoner Lyceum Theatre.
Conti ihrerseits gab der jungen Gertrude Lawrence eine kostenlose Ausbildung (Gertrudes Familie konnte nicht zahlen) und verhalf ihr zu ihrem Start im Theater. 1908 hatte Alice, die Mutter von Gertrude Lawrence, die zu diesem Zeitpunkt im Chor der Christmas pantomime, der englischen Form des Weihnachtsmärchens, am Brixton Theatre arbeitete, über Conti gehört, dass diese, nun 35 Jahre alt, Tanzkurse und Unterricht in Sprache und Anfängen der Schauspielkunst gab. Gertrude spielte bei Conti vor, die entschied, dass die damals zehnjährige Gertrude talentiert genug war, um freien Unterricht zu erhalten. Später spielte sie in Where the Rainbow Ends, an dem Conti gerade arbeitete. Das Training durch Conti ermöglichte auch den Auftritt von Lawrence in Max Reinhardts The Miracle in London sowie in Fifinella unter der Regie von Basil Dean im Liverpool Repertory Theatre dem heutigen Liverpool Playhouse.
Der Schauspieler und Intendant Charles Hawtrey (1858–1923) erkannte Italia Contis pädagogische Gabe und bat sie, die Kinder für Where the Rainbow Ends zu trainieren, ein 1911 uraufgeführtes Weihnachtsstück für Kinder mit Musik von Roger Quilter. Der Erfolg ermutigte sie, im Anschluss ihre eigene Schauspielschule zu gründen, die Italia Conti Academy of Theatre Arts. Zu ihren Schülern zählen neben Gertrude Lawrence Noël Coward, Anton Dolin, Jack Hawkins, Hermione Gingold, Richard Todd und Roger Livesey.  Nach Hawtrey Tod erwarb sie die Rechte an Where the Rainbow Ends und brachte es bis zu ihrem Tod alljährlich auf die Bühne, was ihr ein regelmäßiges Einkommen an Tantiemen sicherte.
1925 zog die Akademie in die Lamb's Conduit Street im Londoner West End. Ein deutscher Luftangriff zerstörte das Gebäude im Mai 1940, was zu einem schweren finanziellen Verlust Contis führte. Nach dem Krieg konnte die Akademie wieder aufgebaut werden, zunächst im Tavistock Little Theatre in Bloomsbury und dann in Islington. 2020 zog die bis heute bestehende Akademie in neue Räume in Woking.
Italia Conti starb an Lungenentzündung in ihrem Haus Evelyn Cottage, das sie 1931 erworben hatte, im Ortsteile Southbourne von Bournemouth am 8. Februar 1946.